# Radio Oberhausen
Radio Oberhausen (bis 11. Januar 2010 106.2 Radio Oberhausen) ist das Lokalradio für Oberhausen. Es hat seinen Sendebetrieb am 6. August 2007 aufgenommen, als es aus Antenne Ruhr, dem gemeinsamen Lokalsender für Oberhausen und Mülheim an der Ruhr, hervorgegangen ist. Die Sendelizenz wurde von der Landesanstalt für Medien Nordrhein-Westfalen erteilt. Chefredakteur ist Olaf Sandhöfer-Daniel.

## Programm
Am 11. Januar 2010 wurde bei den NRW-Lokalradios ein Relaunch vorgenommen. Seitdem nennt sich der Sender nur noch Radio Oberhausen.
Radio Oberhausen sendet wochentags acht Stunden Lokalprogramm, bestehend aus der Morgensendung „Am Morgen“ (vormals Hallo Wach) von 6 bis 10 Uhr (seit dem 4. April 2011) und der Nachmittagssendung „Am Nachmittag“ (vormals Drivetime), welche seit 2021 von 14 bis 18 Uhr läuft. Das lokale Programm an Sonntagen hat man im Dezember 2008 ebenso wie die Lokalnachrichten an Samstagen endgültig eingestellt. Seit 2015 gibt es auch die lokale Sendung am Samstag nicht mehr.
Radio Oberhausen strahlt gemäß gesetzlicher Bestimmung Montag bis Samstag von 21 bis 22 Uhr sowie sonntags von 19 bis 20 Uhr den Bürgerfunk aus.
Radio Oberhausen übernimmt das Restprogramm und zu jeder vollen Stunde die Weltnachrichten vom Mantelprogrammanbieter Radio NRW, das ebenfalls aus Oberhausen sendet.
Montags bis freitags von 6:30 bis 17:30 Uhr werden stündlich Lokalnachrichten aus Oberhausen gesendet.
Während der Sendungen, die Radio Oberhausen lokal produziert, sowie nach den Lokalnachrichten werden ein Wetterbericht für Oberhausen und Verkehrsnachrichten für das Ruhrgebiet mit „Blitzermeldungen“ für Oberhausen ausgestrahlt.

## Moderatoren
„Dein Radio Oberhausen am Morgen“-Moderatorin bei Radio Oberhausen ist Sarah Borkowski. Die lokale Sendung „Am Nachmittag“ wird von Sophie Gebauer moderiert. Vertretungen übernehmen u. a. Lina Heitmann und Lena Schweickhardt.
Die gemeinsame Sendung „Am Vormittag“ von Radio Oberhausen, Radio Mülheim, Radio K.W. und Radio Emscher-Lippe wird moderiert von Steffi Hain oder Andreas Wiese.
Vertretungen hier übernehmen u. a. Corinna Hensel und Tobi Schick.
Redakteure der Lokalnachrichten sind Thomas Bertram und Stefan Merten.

Chefredakteur ist Olaf Sandhöfer-Daniel.

## Reichweite
Gemäß der Reichweitenanalyse E.M.A. NRW 2025 I erzielte Radio Oberhausen beim Wert „Hörer gestern“ (Montag bis Freitag) eine Quote von 30 %. Demnach schalten täglich etwa 54.000 Hörer ihr Lokalradio für Oberhausen ein. In der sogenannten Kernzielgruppe der Hörer zwischen 14 und 49 Jahren erreicht der Sender sogar 33 %, das sind knapp 28.000 Hörer.
Radio Oberhausen erreicht im Sendegebiet einen Marktanteil von 32 % und ist mit diesem Ergebnis Marktführer im Sendegebiet vor allen anderen Radioprogrammen. Die Verweildauer im Programm (durchschnittliche Hördauer in Minuten) liegt werktags bei 208 Minuten.
Die durchschnittliche Stundenreichweite über den ganzen Tag (Montag – Freitag) beträgt 10 %, damit schalten pro Stunde ca. 19.000 Menschen ein. Die meisten Hörer erreicht „Radio Oberhausen am Morgen“ mit Sarah Borkowski zwischen 6 und 10 Uhr.

## Unternehmen
An Radio Oberhausen sind der Zeitungsverlag Niederrhein (89,4 Prozent Funke Mediengruppe und 10,6 Prozent Rheinisch-Westfälische Verlagsgesellschaft) mit 75 Prozent, Peter Fiele mit 24,88 Prozent, die Beteiligungsholding Mülheim an der Ruhr mit 0,08 Prozent und die Stadt Oberhausen mit 0,08 Prozent beteiligt. Vermarktungsaufgaben im Bereich Radio-Werbung wurden an Westfunk ausgelagert.

## Empfang
Radio Oberhausen sendet auf der Frequenz 106,2 MHz (Sendemast OB-Buschhausen, 100 W), im Kabelnetz Oberhausen (außer Barmingholten) auf der 99,90 MHz, sowie als Livestream im Internet.
Außerdem ist Radio Oberhausen per Text- oder Sprachnachricht auch über Whatsapp zu erreichen.